# Аккаев, Хаджимурат Магомедович
Хаджимурат Магомедович Аккаев (карач-балкар Аккайланы Магомедни жашы Хаджимурат; 27 марта 1985, Тырныауз, Кабардино-Балкария, СССР) — российский тяжелоатлет. Серебряный призёр летних Олимпийских игр 2004 года, чемпион мира (2011), чемпион Европы (2011). В 2008 году стал Бронзовым призером Олимпийских игр,  спустя 8 лет Международный Олимпийский Комитет лишил спортсмена награды по причине применения допинга.
После победы на чемпионате мира в Париже Аккаев был признан лучшим тяжелоатлетом Мира 2011 года по версии международного журнала World Weightlifting. Живёт и тренируется в г. Ростов-на-Дону, имеет два высших образования, юридическое и экономическое. По национальности — балкарец.
09.12.16 избран на пост президента Федерации Ростовской области по тяжелой атлетике.

## Достижения

### Олимпийские игры
Первыми для Аккаева стали Игры 2004 года в Афинах. Набрав в сумме 405 кг, Хаджимурат Аккаев уступил лишь действующему чемпиону мира болгарину Милену Добреву и завоевал серебряную медаль.
В 2008 году Хаджимурат принял участие в олимпийском турнире тяжелоатлетов. На сей раз главный тренер российской команды Давид Ригерт лишь в последний момент решил включить его в состав команды, поскольку до этого спортсмен почти два года вообще не принимал участия в серьезных соревнованиях. По этим причинам Хаджимурата Аккаева не считали претендентом на медали даже тренеры и выступал он не вместе с сильнейшими атлетами, а в составе группы B вместе с аутсайдерами турнира. Тем не менее, набрав в сумме 402 (185+217) кг, Аккаев оказался лучшим в слабейшей группе, а из группы A, соревновавшейся позднее, его обошёл только спортсмен из Казахстана Илья Ильин (сумма 406 кг) и польский тяжелоатлет Шимон Колецкий (сумма 403 кг). Таким образом, Хаджимурат Аккаев совершенно неожиданно стал обладателем бронзовой медали, которой был впоследствии лишён из-за употребления допинга.
К Играм 2012 года Хаджимурат Аккаев подходил уже в статусе фаворита. К этому времени он уже сменил весовую категорию — если ранее он выступал в категории до 94 кг, то теперь перешёл в более тяжелую категорию до 105 кг. Будучи действующим чемпионом мира, Аккаев наряду с другим россиянином Дмитрием Клоковым считался главным претендентом на победу. Однако выступить на Играх атлетам не удалось: накануне соревнований и Аккаев, и Клоков получили травмы, не позволившие выйти им на помост и побороться за победу.

### Употребление допинга
24 августа 2016 года Международная федерация тяжёлой атлетики сообщила о неблагоприятных результатах повторных анализов допинг-проб взятых у спортсмена на Олимпийских Играх в Пекине в 2008 году. В пробе был найден анаболический стероидный препарат Орал-туринабол.
После перепроверки допинг-проб Аккаева лишили бронзовой медали Олимпийских Игр в Пекине.
13 января 2017 года Международная федерация тяжёлой атлетики объявила о временном отстранении Аккаева в связи с найденным запрещенным стероидом Орал-туринабол. Вещество было найдено в пробе, взятой до Олимпийских Игр 2012 года.
В сентябре 2021 года Международная федерация тяжелой атлетики (IWF) дисквалифицировала Аккаева на 16 лет. Срок дисквалификации Аккаева отсчитывается с 22 января 2019 года и завершается 22 января 2035 года.

### Чемпионат Европы
Аккаев участвовал в одном чемпионате Европы — в 2011 году в Казани в весовой категории до 105 кг. Он стал победителем в рывке (195 кг), в толчке (230 кг) и в сумме (425 кг), обойдя в двоеборье занявшего второе место грузинского спортсмена Гию Мачавариани на 25 кг. По формуле Синклера Аккаев стал лучшим тяжелоатлетом во всех весовых категориях, набрав 464,5398 баллов.

## Награды
- Орден «За заслуги перед Кабардино-Балкарской Республикой» (29 августа 2016) — за большой вклад в развитие физической культуры и спорта, высокие спортивные достижения на Олимпийских играх
- Медаль ордена «За заслуги перед Отечеством» I степени — за большой вклад в развитие физической культуры и спорта, высокие спортивные достижения на Играх XXIX Олимпиады 2008 года в Пекине[10]
- Медаль ордена «За заслуги перед Отечеством» II степени — за большой вклад в развитие физической культуры и спорта и высокие спортивные достижения[11]